# Ian Ashley
Ian Hugh Gordon Ashley (* 26. Oktober 1947 in Wuppertal, Deutschland) ist ein ehemaliger britischer Automobilrennfahrer.

## Karriere
Ashley begann seine Rennfahrer-Karriere in der Jim Russel Racing School im Jahr 1966. Ab 1972 startete er in der Formel 5000. Dort konnte er im Jahr 1973 die Europameisterschaft gewinnen.
Ashley startete erstmals in der Saison 1974 in der Formel 1 für das Team Token beim Großen Preis von Deutschland.

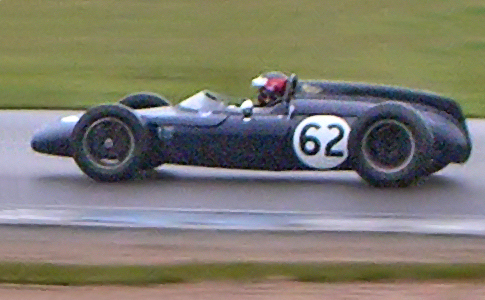
Ian Ashley in einem LDS-Alfa Romeo, 2008 im Donington Park

Insgesamt war Ashley elfmal für einen Grand Prix gemeldet, konnte sich jedoch nur viermal für den Start qualifizieren: zweimal in der Saison 1974, einmal 1976 für B.R.M. und schließlich einmal 1977 für Hesketh. Seine beste Platzierung hatte Ashley bereits in seinem ersten Rennen mit dem vierzehnten Platz erreicht. 1975 wurde Ashley von dem unterfinanzierten Team Frank Williams Racing Cars für den Großen Preis von Deutschland gemeldet. Ashley qualifizierte sich für den 20. Startplatz, konnte aber wegen einer Verletzung am Rennen nicht teilnehmen.
Nach Jahren der Absenz stieg er 1985 in die CART-Meisterschaft und fuhr das Saisoneröffnungsrennen in Miami. 1986 war er für das 500-Meilen-Rennen von Indianapolis gemeldet, konnte am Rennen aber wenn technischen Problemen nicht teilnehmen. Nach dem Ende seiner Rennkarriere Ende der 1980er-Jahre machte er eine Ausbildung zum Piloten. 1993 gab er völlig überraschend ein zweites Comeback, als er mit Vauxhall in die Britische Tourenwagen-Meisterschaft einstieg. Er fuhr sogar Seitenwagenrennen und zum Abschluss seiner Rennkarriere in der TVR Tuscan Challenge.